# Lill-Säljaren
Lill-Säljaren är en sjö i Strömsunds kommun i Jämtland och ingår i Ångermanälvens huvudavrinningsområde. Sjön har en area på 0,122 kvadratkilometer och ligger 651,2 meter över havet.

## Delavrinningsområde
Lill-Säljaren ingår i det delavrinningsområde (718692-143442) som SMHI kallar för Utloppet av Lill-Säljaren. Medelhöjden är 720 meter över havet och ytan är 0,79 kvadratkilometer. Det finns inga avrinningsområden uppströms utan avrinningsområdet är högsta punkten. Vattendraget som avvattnar avrinningsområdet har biflödesordning 4, vilket innebär att vattnet flödar genom totalt 4 vattendrag innan det når havet efter 315 kilometer. Avrinningsområdet består mestadels av skog (53 procent) och kalfjäll (32 procent). Avrinningsområdet har 0,12 kvadratkilometer vattenytor vilket ger det en sjöprocent på 15,3 procent.